# Salim Ghazi Saeedi

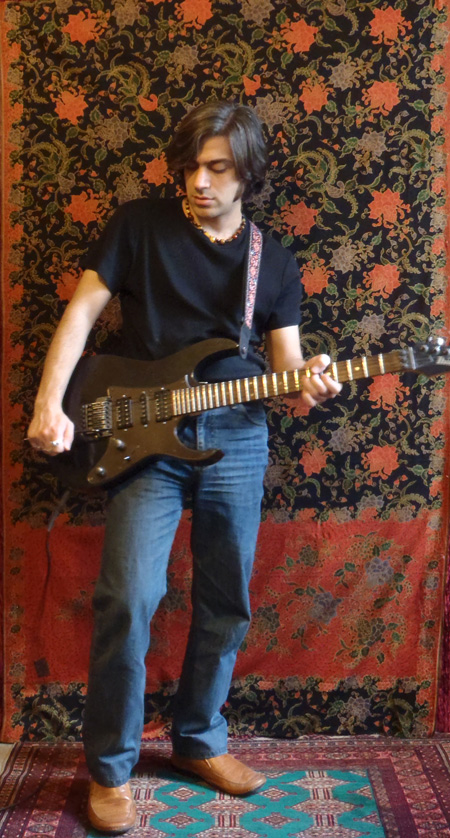
Salim Ghazi Saeedi

Salim Ghazi Saeedi (persisch سلیم قاضی‌سعیدی, * 19. Juli 1981 in Teheran) ist ein iranischer Komponist und Gitarrist, der in einer Vielfalt an Genres variierend von Progressive Metal und Jazz-fusion bis zu klassischer Avantgarde-Kammermusik, progressivem elektronischem Rock, Rock In Opposition (RIO) und Neuer Musik tätig ist. Einige Kritiker bevorzugen jedoch die Benennung Artrock und hören in der Musik eine minimalistische Hervorgehensweise.

## Biographie
Salim Ghazi Saeedi wurde 1981 in Teheran geboren. 1999 fing er an, Gitarre zu spielen. Bisher hat er als Mitglied der Band Arashk drei Alben komponiert: „Abrahadabra“ (2006), „Sovereign“ (2007) und „Ustuqus-al-Uss“ (2008). Auf seinem vierten Album „Iconophobic“, im Alleingang komponiert und eingespielt und 2010 unter eigenem Namen veröffentlicht, spielt er sowohl Gitarre als Tasten und zeichnet für Schlagzeugbearbeitung, Mischung und Produktion verantwortlich. Im Jahr 2011 veröffentlichte er „Human Encounter“.
Kritiker vergleichen seinen Stil mit Univers Zero, Art Zoyd, John Zorn, Patrick O’Hearn, Mike Oldfield, Sufjan Stevens und The Enid, Djam Karet und Birdsongs of the Mesozoic, David Bedford, Richard Pinhas, ZNR, Mecano, Present, Aranis und der gesamten Belgischen Kammerrockszene.
Harmonie Magazine hat sein Gitarrenspiel verglichen mit King Crimson Frontmann Robert Fripp.
Seine Alben sind Konzeptalben im Genre des Progressive Rocks mit abwechslungsreichem Einsatz von Instrumenten, variierend von klassischen Instrumenten bis hin zu Rock Instrumentation und elektronische Geräusche. Er beschreibt sich selbst als „ein ewiger Improvisator... entweder während der Ausführung oder des Komponierens.“

## Diskografie
Solo:
- namoWoman – Salim Ghazi Saeedi (2012) – Komponist, Darsteller
- Human Encounter – Salim Ghazi Saeedi (2011) – Komponist, Darsteller
- Iconophobic – Salim Ghazi Saeedi (2010) – Komponist, Darsteller

In der Band Arashk:
- Ustuqus-al-Uss – Arashk (2008) – Komponist, Darsteller
- Sovereign – Arashk (2007) – Komponist, Darsteller
- Abrahadabra – Arashk (2006) – Komponist, Darsteller

In Zusammenarbeit:
- [Single] When There is More Beauty in the Contrary – Negar Bouban und Salim Ghazi Saeedi (2011) – Mitautor, Darsteller

## Musikalische Einflüsse
Zu seinen wichtigsten Einflüssen gehören u. a. Jeff Beck, Charlie Clouser und Marty Friedman. Salim sagt zu seinem Musikstil: „Ich habe mich nie bewusst dazu entschlossen progressive Musik zu schreiben. Ich habe bloß einen vielseitigen Musikgeschmack... Vielleicht ist das einfach wie das progressive Genre funktioniert. Wenn man einen offenen Geist hat, wird es von selbst progressiv!“